# Karolinenhof (Berlin)

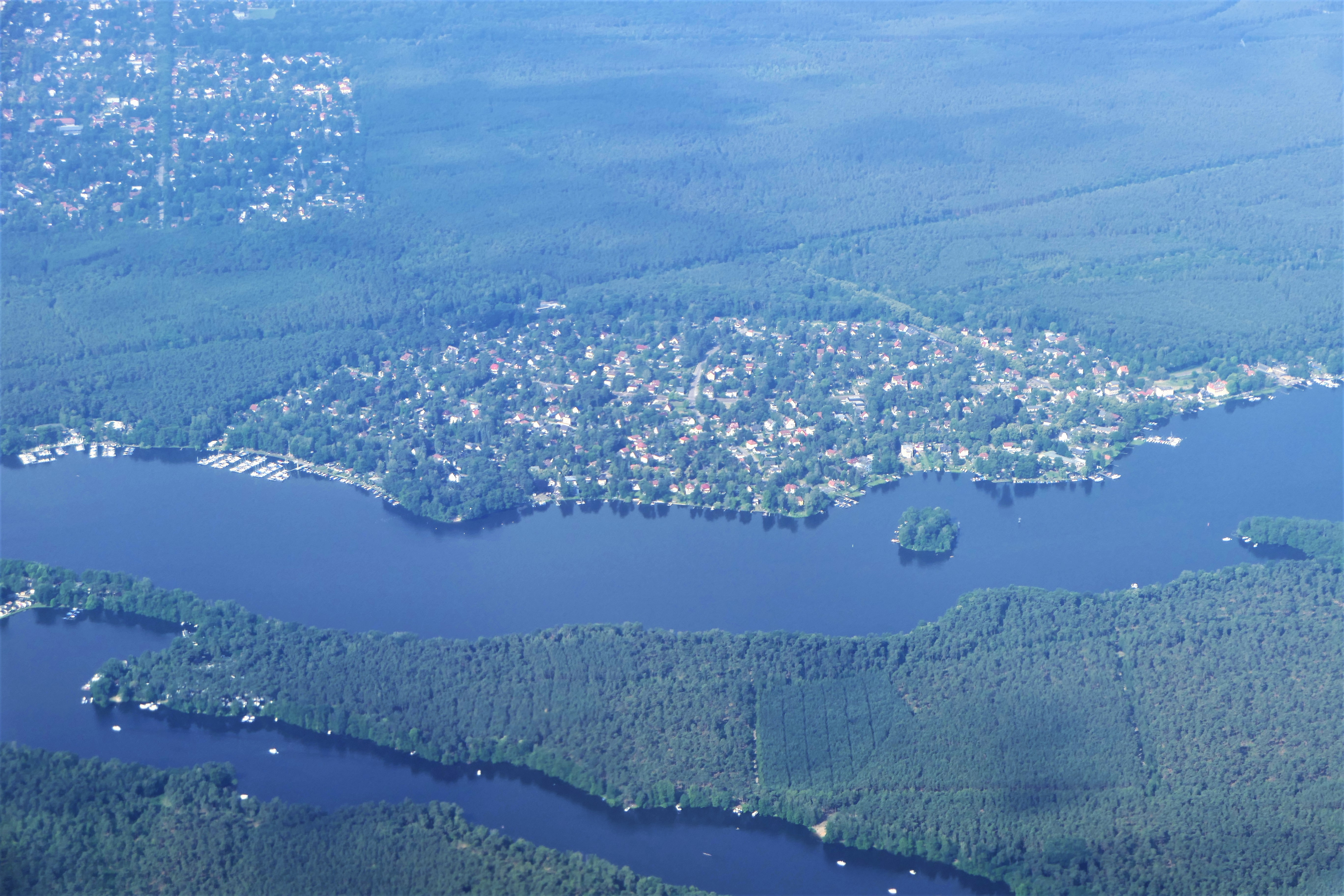
Luftbild von Karolinenhof, 2018

Karolinenhof ist eine Ortslage im Ortsteil Schmöckwitz des Berliner Bezirks Treptow-Köpenick mit 1852 Einwohnern (Stand: 30. Juni 2024).

## Lage

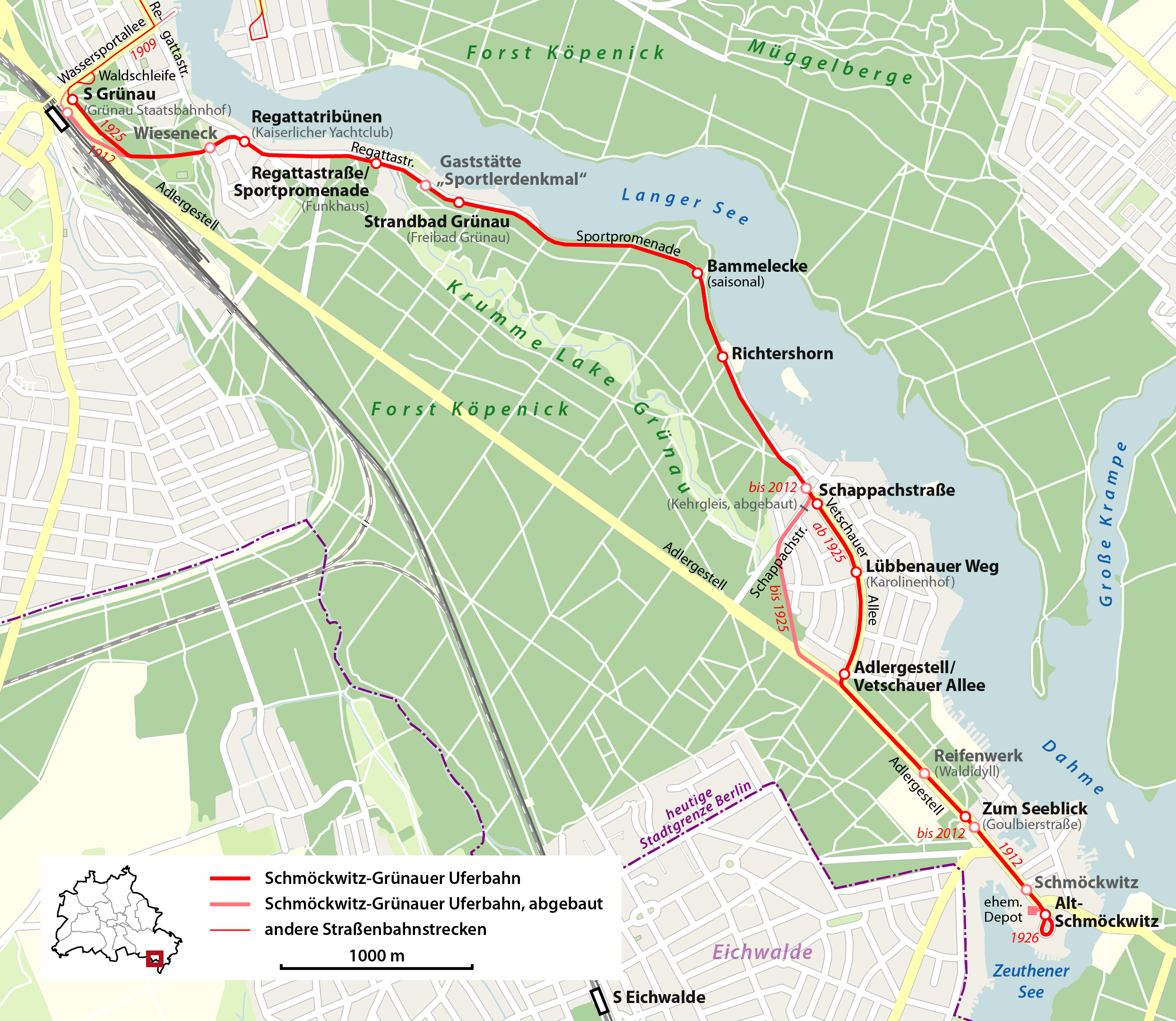
Karolinenhof an der Strecke der Uferbahn

Karolinenhof liegt rund fünf Kilometer südöstlich von Grünau zwischen dem Westufer des Langen Sees und der Straße Adlergestell. Im Süden grenzt es an die Ortslage Schmöckwitz. Zwei Inseln, der Große und der Kleine Rohrwall, liegen vor Karolinenhof im Langen See. Während die kleine Rohrwallinsel, wie auch Karolinenhof selbst, zum Ortsteil Schmöckwitz gehört, ist die Große Rohrwallinsel Grünau zugeordnet. Im Wald an der Schappachstraße entspringt die Krumme Lake.

## Geschichte
Im Jahr 1785 wurde das Bauerngut Karolinenhof von dem Bauern Kersten gegründet. Er benannte das Gut nach seiner Frau Karoline und bewirtschaftete 72 Hektar Land, die er von der Gemeinde Schmöckwitz gepachtet hatte.

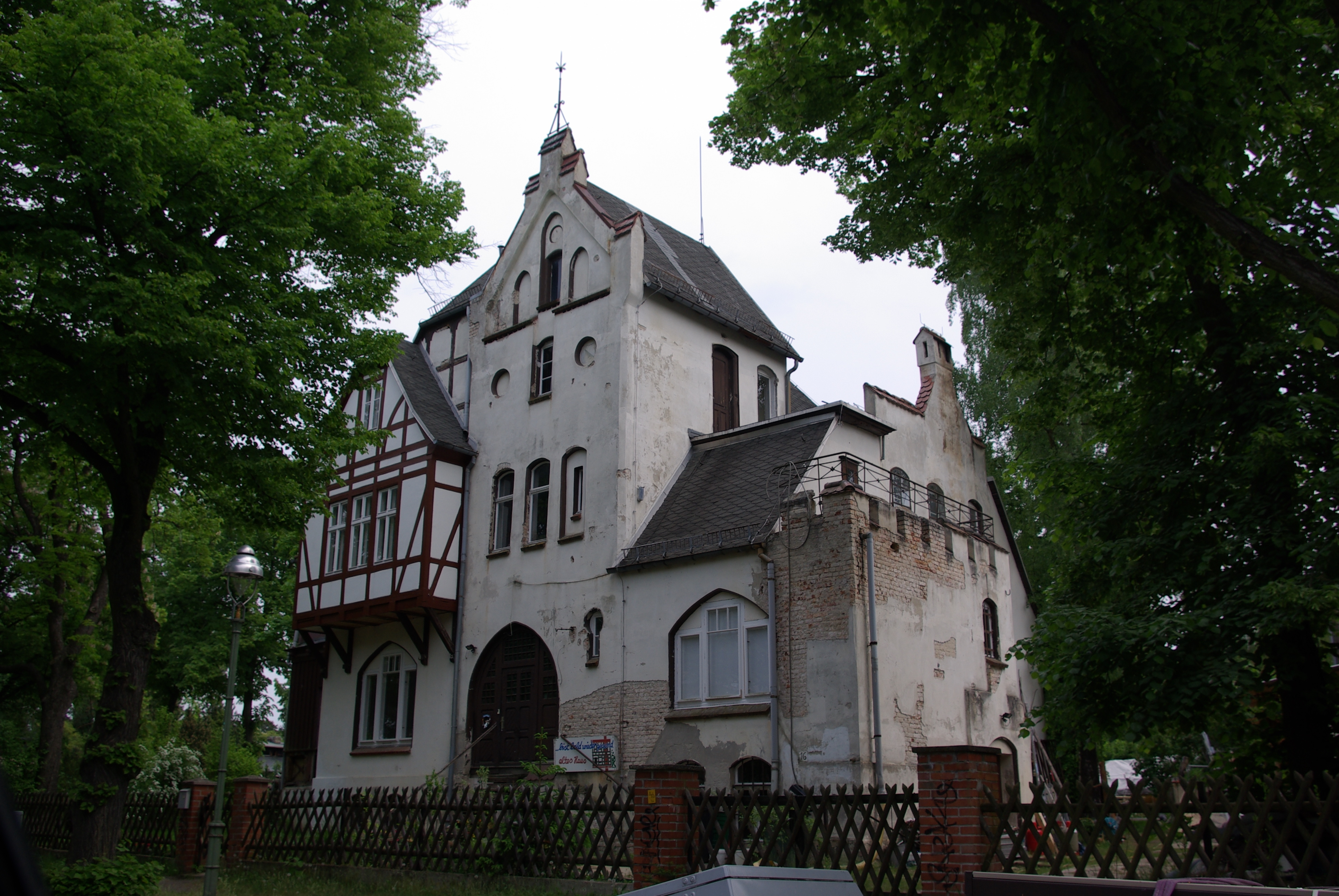
Schappachstraße 16, Villa Schappach

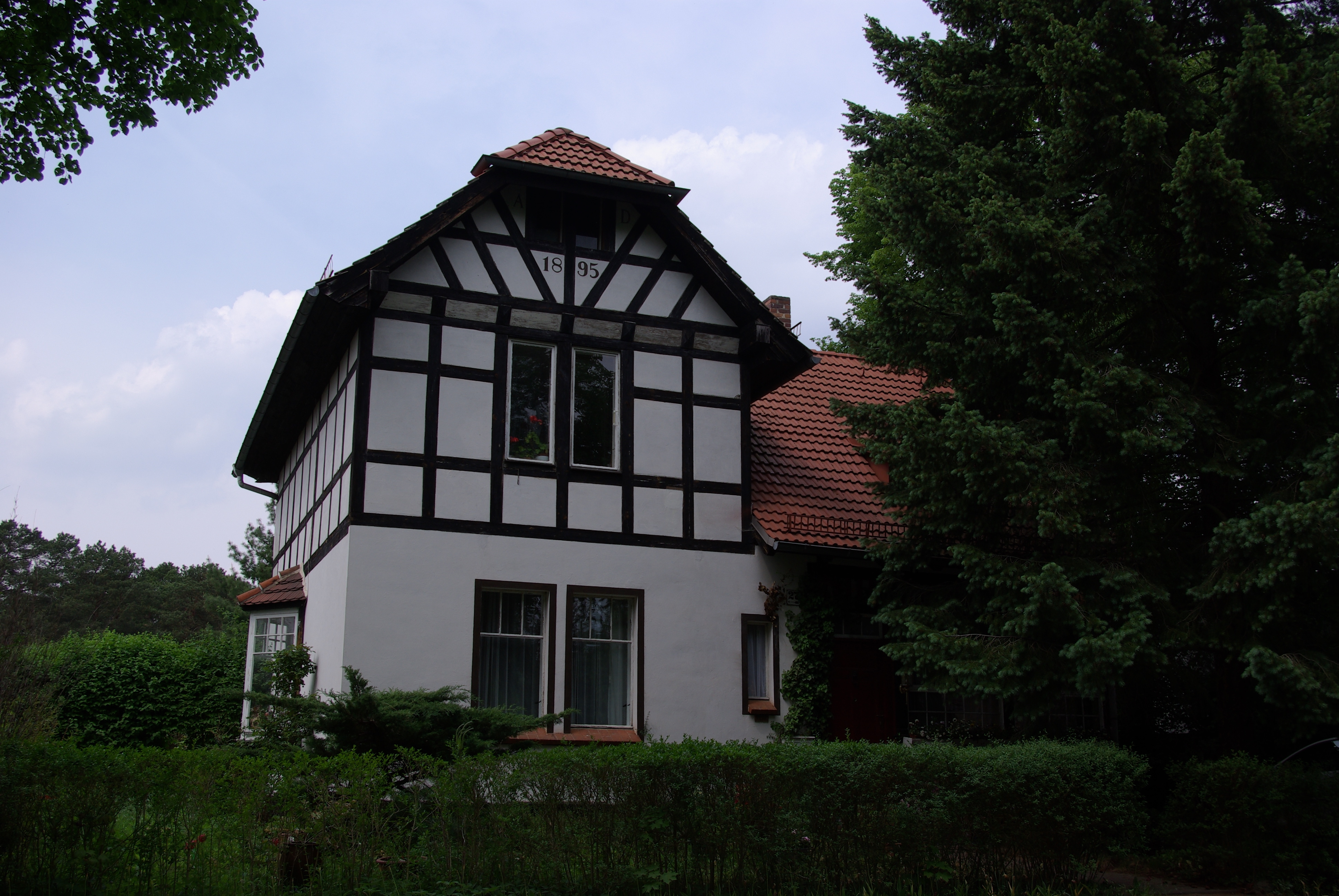
Schappachstraße 27

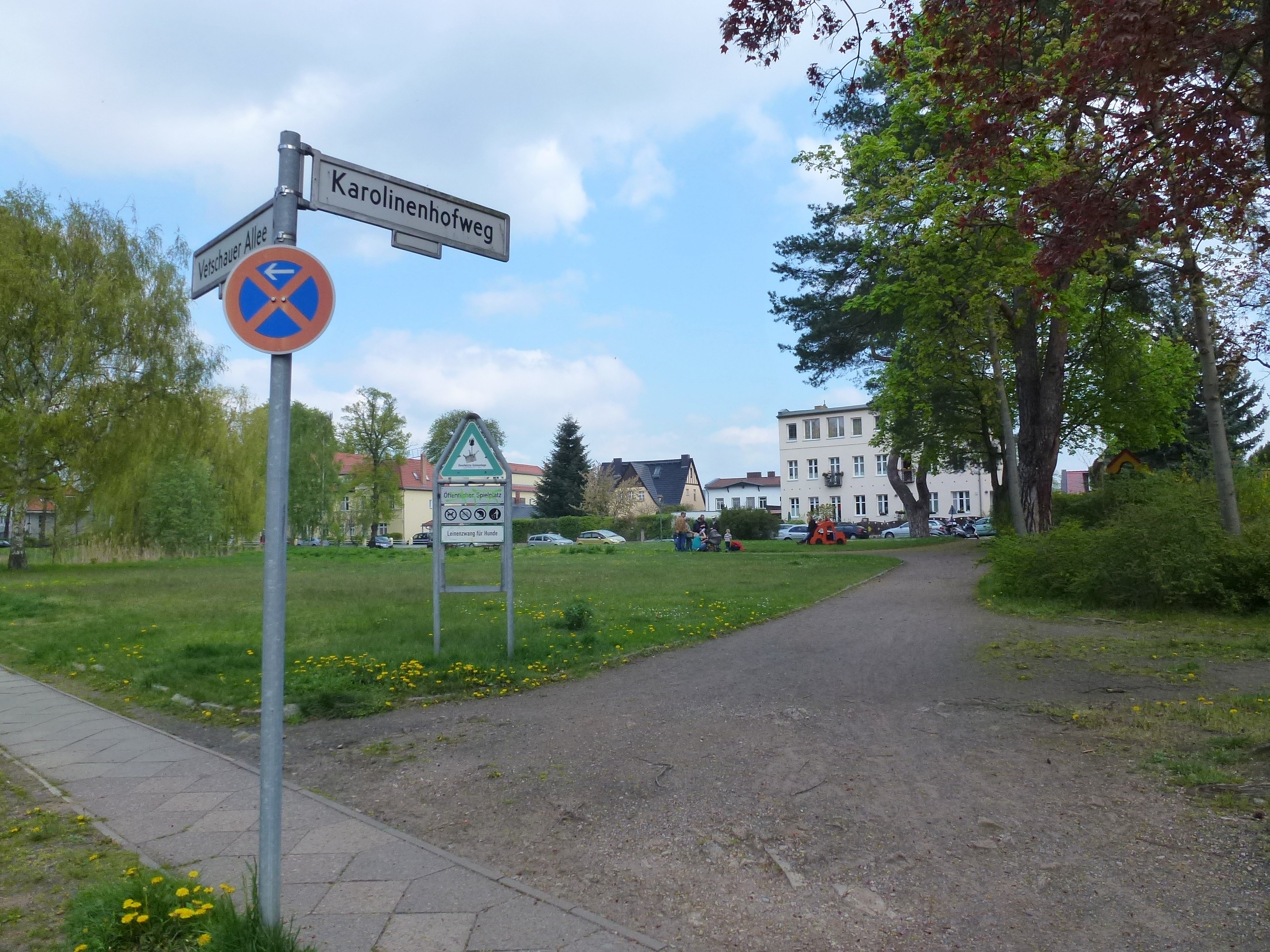
Alter Ortskern Rehfeldtstraße, im Hintergrund Mitte links das Seeschlösschen Carolinenhof (gelbes Haus mit Walmdach)

In den 1880er Jahren entstand am Ufer des Langen Sees ein Ausflugsgasthof („Seeschlösschen Carolinenhof“) und in der Nachbarschaft eine Wäscherei. Beide Häuser sind an der Rehfeldtstraße erhalten. 1895 gründete der Berliner Bankier Albert Schappach die Terraingesellschaft Carolinenhof und ließ auf der Fläche eine Villenkolonie anlegen. Er ließ seine Villa mit Pferdestall an der Schappachstraße 16 errichten, die bis in die 1990er Jahre als Kindergarten genutzt wurde. Aus dem gleichen Jahr stammt auch das Gebäude Schappachstraße 27. Beide Gebäude sind denkmalgeschützt.
Bereits 1901 existierten 13 Häuser an der heutigen Schappachstraße/Rehfeldtstraße/Vetschauer Allee. Nach dem Ersten Weltkrieg stieg die Einwohnerzahl stetig. Ab 1902 wurde die Schmöckwitz–Grünauer Uferbahn geplant und 1912 realisiert, die Karolinenhof in Grünau an die Berliner Vorortzüge anschloss. Die Uferbahn führte ehemals von Grünau kommend durch die heutige Vetschauer Allee und Schappachstraße durch den Wald parallel zum Karolinenhofweg direkt hinter den Gärten zum Adlergestell. Da Karolinenhof sich anders als geplant entwickelte, wurde die Straßenbahnstrecke 1925 aus der Schappachstraße heraus in die Vetschauer Allee verlegt. Wassersportvereine siedelten sich entlang des Ufers der Dahme an.
Zum Ende des Zweiten Weltkriegs, im Mai 1945, wurde im Wald südwestlich der Kreuzung Adlergestell/Vetschauer Allee der Waldfriedhof Karolinenhof als Notfriedhof angelegt. Hier fanden bis Ende 1946 etwa 100 Karolinenhofer ihre letzte Ruhe. Da die Keller der Häuser am Karolinenhofweg aufgrund des hohen Grundwasserspiegels und morastigen Bodens oft unter Wasser standen, wurde nach dem Zweiten Weltkrieg der Tümpel auf der Fechtwiese an der Rehfeldstraße angelegt.
Im Jahr 1960 lebten in Karolinenhof etwa 2000 Einwohner in 650 Häusern.
Karolinenhof war in den 1980er Jahren ein beliebter Anlegepunkt für Schifffahrten der Regierung der DDR. Am ehemaligen Honeckersteg am westlichen Ortsausgang liegen heute Hausboote. Bis in die 1990er Jahre war Karolinenhof mit drei Lebensmittelgeschäften, einem Obst- und Gemüseladen, einer Drogerie, Post, Bäcker, Frisören und Kindergarten sowie mehreren Gaststätten versorgt. Heute existiert nur noch ein freier Kindergarten.
Der Dorfteich an der Vetschauer Allee wird ab 2025 durch die Installation eines Belüftungssystems als ökologisch wertvolles Gewässer mit hoher Artenvielfalt wiederhergestellt. Dadurch sollen die gegenwärtige Verschlammung des Gewässers, die bis zu 1,45 m beträgt, reduziert und weitere Fäulnisprozesse verhindert werden.

## Straßenbenennung
Neben den Straßen im historischen Kern, die nach Persönlichkeiten der Ortsgeschichte (Karoline, Schappach und Rehfeldt) benannt sind, und der nach den Inseln benannten Rohrwallallee, heißen die anderen Straßen nach Orten des Spreewaldes, wie etwa Lübbenauer Weg, Vetschauer Allee oder Krugauer Steig.

## Verkehr

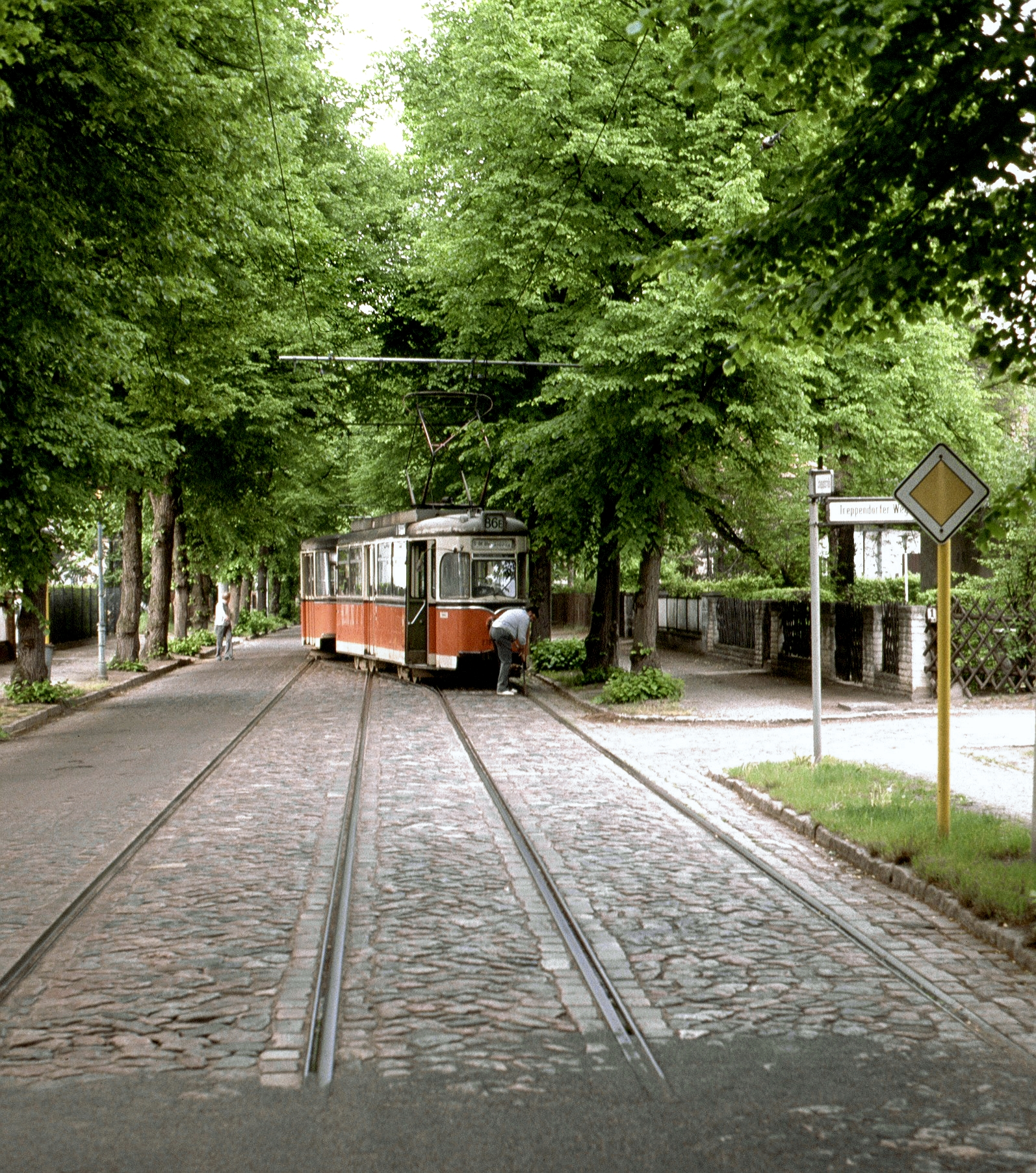
Ehemaliges Wendedreick der Straßenbahn in der Schappachstraße

Karolinenhof ist über die Straßenbahnlinie 68 an den S-Bahnhof Grünau und den S-Bahnhof Köpenick angeschlossen. Im Ort liegen drei Haltestellen: Schappachstraße, Lübbenauer Weg und Vetschauer Allee/Adlergestell. Die Straßenbahn ersetzend verkehrt hier nachts die Nachtbuslinie N68, die den nächsten Bahnhof in Grünau und darüber hinaus den Bahnhof Adlershof anbindet.

## Vereinsleben
- Richtershorner Ruderverein
- Rudergemeinschaft Rotation, ehemaliger Ruderverein RV Preussen
- SC Segelclub Karolinenhof
- Segel-Club Rohrwall, auf der Großen Rohrwallinsel gelegen
- WSV Wassersportverein Karolinenhof
- WSV Wasser-Sportverein 1921
- Seesportclub Berlin-Grünau, ehemals SC Dynamo Berlin, Männerbootshaus
- Siedlergemeinschaft Karolinenhof

## Persönlichkeiten aus Karolinenhof
- Alexander Dehms (1904–1979), Politiker (SPD), Widerstandskämpfer gegen den Nationalsozialismus, in Karolinenhof geboren
- Werner Schneidratus (1908–2001), Architekt, in Karolinenhof geboren
- Rolf Riekher (1922–2020), Optiker und Erfinder, lebte in Karolinenhof
- Gerhard Beil (1926–2010), Minister für Außenhandel der DDR, lebte in Karolinenhof
- Hansjoachim Tiedge (1937–2011), Agent, lebte in Karolinenhof
- Renate Göritz (1938–2021), Malerin und Grafikerin, lebte in Karolinenhof
- Emil Dovifat (1890–1969), Publizistikwissenschaftler, lebte im Karolinenhofweg